# 2004 (szám)
A 2004 (kétezer-négy) (római számmal: MMIV) a 2003 és 2005 között található természetes szám.

## A matematikában
A tízes számrendszerbeli 2004-es a kettes számrendszerben 11111010100, a nyolcas számrendszerben 3724, a tizenhatos számrendszerben 7D4 alakban írható fel.
A 2004 páros szám, összetett szám. Kanonikus alakja 22 · 31 · 1671, normálalakban a 2,004 · 103 szorzattal írható fel. Tizenkét osztója van a természetes számok halmazán, ezek növekvő sorrendben: 1, 2, 3, 4, 6, 12, 167, 334, 501, 668, 1002 és 2004.
Két szám valódiosztó-összegeként áll elő, közülük a kisebb 1020, a nagyobb 20032.